# Görel Crona
Görel Elisabeth Crona, född 23 augusti 1959 i Johannes församling, Stockholm, är en svensk regissör och skådespelare. Crona fick sitt genombrott med rollen som Ylva i TV-serien Varuhuset.

## Biografi
Görel Crona är dotter till den svenska jazzmusikern och författaren Börje Crona och sjuksköterskan och författaren Annikki Crona. Hon är uppväxt i Las Palmas på Kanarieöarna och bosatte sig i Sverige först för att gå gymnasiet och studera vid Birkagårdens folkhögskolas teaterlinje.
Hon fick sin första betydande teaterroll 1978, som Eleonora i August Strindbergs drama Påsk, uppsatt av Strindbergsmuseet. Därefter fortlöpte karriären trögt och Crona försörjde sig bland annat som nattklubbssångerska i Sorrento, Italien.
År 1980 antogs Crona till en tvåårig teaterutbildning i New York vid Suny Purchases utbildning för konstnärlig verksamhet. Därefter fortsatte studier vid HB (Herbert Berghof) Studio. 1983 återvände Crona till Sverige och Stockholm. Väl där var hon verksam vid Reginateaterns engelskspråkiga verksamhet samt vid Pocketteatern och Parkteatern.
Sitt genombrott fick Görel Crona i TV-serien Varuhuset (1987–1988) där hon spelade den före detta prostituerade Ylva. Bland övriga uppmärksammade roller återfinns rollen som Birgitta Stenbergs alter-ego i TV-filmen Apelsinmannen (1990), rollen som tuff polis i serien om Anna Holt (1996) samt i TV-serien Nya tider (2002–2003).
År 2011 debuterade Crona som regissör med långfilmen Tysta leken.
Åren 2016 och 2018 medverkade Crona som Jackie Berglund i TV-serien Springfloden.
Crona var 1997–2006 gift med skådespelaren Rafael Edholm, de har en son, född 1998.

## Filmografi
- 1991 – Ett paradis utan biljard
- 1992 – Påklädningen
- 1992 – Änglagård
- 1993 – Polis polis potatismos
- 2000 – Järngänget
- 2005 – Komplett galen
- 2010 – Psalm 21
- 2011 – Tysta leken (regissör)
- 2013 – Fröken Julie
- 2014 – Kärlek deluxe
- 2020 – Beck – Utom rimligt tvivel
- 2022 – Andra akten

### TV-produktioner
- 1987 – Varuhuset
- 1990 – Den svarta cirkeln (TV-serie)
- 1990 – Apelsinmannen (TV-film)
- 1991 – Barnens detektivbyrå
- 1991 – Facklorna
- 1992 – En komikers uppväxt
- 1995 – Den täta elden (TV-serie)
- 1995 – Jeppe på berget
- 1995 – Svarta skallar och vita nätter
- 1996 – Anna Holt – polis
- 1996 – Den täta elden
- 1997 – OP7
- 2001 – Nya tider
- 2010 – Drottningoffret
- 2016–2018 – Springfloden (TV-serie)
- 2018–2019 – Sommaren med släkten (TV-serie)
- 2019–2021 – Älska mig (TV-serie)
- 2023 – Kapningen (TV-serie)

## Teater

### Roller
| År   | Roll                                                     | Produktion                                                                                            | Regi              | Teater                    |
| ---- | -------------------------------------------------------- | --- | ----------------- | ------------------------- |
| 1986 |                                                          | Ringo Birgitta Götestam, Göran Arnberg och Magnus Fermin                                              | Birgitta Götestam | Göta Lejon                |
| 1987 | Psykologen                                               | Tjuren Ferdinand Birgitta Götestam, Andreas Aarflot, Mats Lindberg, Lennart Simonsson och Ari Stockås | Birgitta Götestam | Göta Lejon                |
| 1990 |                                                          | Skaffa mig en tenor (Lend Me a Tenor) Ken Ludwig                                                      | Piv Bernth        | Folkan                    |
| 1991 | Synnöve Gubbens dotter Synnöve Dåre Finn, i tredje delen | Peer Gynt Henrik Ibsen                                                                                | Ingmar Bergman    | Dramaten                  |
| 1991 | Lisa Peter Pan, reserv                                   | Peter Pan J.M. Barrie                                                                                 | Jackie Söderman   | Dramaten                  |
| 1992 | Susanna                                                  | Figaros bröllop (La Folle Journée, ou Le Mariage de Figaro ) Pierre de Beaumarchais                   | Wilhelm Carlsson  | Dramaten                  |
| 2000 | Medverkande                                              | Ja va faan de e ju show Katrin Sundberg                                                               | Katrin Sundberg   | Mosebacke Etablissement   |
| 2001 | Anna                                                     | Farlig utlösning Helle Ryslinge                                                                       | Görel Crona       | Aliasteatern              |
| 2004 | Mari Nilsson                                             | Fångad på nätet (Caught on the net) Ray Cooney                                                        | Bo Hermansson     | Oscarsteatern             |
| 2014 | Klara, Malvinas dotter                                   | Moster Malvina Anne Charlotte Leffler                                                                 | Mathias Lafolie   | Strindbergs Intima Teater |

### Regi
| År   | Produktion       | Upphovsmän     | Teater       |
| ---- | ---------------- | -------------- | ------------ |
| 2001 | Farlig utlösning | Helle Ryslinge | Aliasteatern |

## Diskografi
- 1997 – MMCD 012 Sjunde ön
- 1998 – MMCD-S 122 Stockholm (singel)